# Progress (Kaliningrad)
Progress (russisch Прогресс, deutsch Auglitten) ist ein Ort in der russischen Oblast Kaliningrad. Er liegt im Rajon Prawdinsk und gehört zur Prawdinskoje gorodskoje posselenije (Stadtgemeinde Prawdinsk).

## Geographische Lage
Progress liegt acht Kilometer nordöstlich der Rajonshauptstadt Prawdinsk und 1 Kilometer nördlich von Kurortnoje und ist auf einer Nebenstraße, die von der russischen Fernstraße R 514 abzweigt und nach Pessotschnoje führt, zu erreichen. Eine Bahnanbindung besteht nicht.

## Geschichte
Der einst Auglitten genannte Ort war bis 1945 ein Ortsteil des Gutsdorfs Althof und mit dieser in seiner Geschichte aufs Engste verbunden. Ab 1874 bestand ein eigener Amtsbezirk Althof, der bis 1927 zum Landkreis Friedland, danach zum Landkreis Bartenstein (Ostpr.) im Regierungsbezirk Königsberg der preußischen Provinz Ostpreußen gehörte. Im Jahre 1928 wurde der Amtsbezirk aufgelöst und in den Nachbaramtsbezirk Wohnsdorf überführt.
Im Jahre 1945 kam Auglitten mit dem nördlichen Ostpreußen zur Sowjetunion und erhielt 1950 die russische Bezeichnung Progress. Bis 2009 war der Ort innerhalb der russischen Oblast Kaliningrad in den Druschbinski sowjet (Dorfsowjet Druschba) eingegliedert. Seither ist Progress – aufgrund einer Struktur- und Verwaltungsreform – eine als „Siedlung“ (russisch: possjolok) eingestufte Ortschaft der Prawdinskoje gorodskoje posselenije (Stadtgemeinde Prawdinsk) im Rajon Prawdinsk.

## Kirche

### Kirchengebäude
In Progress finden sich heute nur noch Reste einer in der Ordenszeit erbauten Kirche. Es handelt sich um einen chorlosen Backsteinbau in erhöhter Lage über der Alle (russisch: Lawa). Das Gotteshaus wurde in der zweiten Hälfte des 15. Jahrhunderts errichtet. 1702 zerstörte ein Blitzschlag den Turm, der durch einen mit Holz verschalten Aufsatz ersetzt wurde.
Heute ist das ganze Gebäude in Verfall begriffen. Der Turm existiert nicht mehr, auch nicht das Dach, so dass im Innern Bäume und Sträucher wachsen. Es stehen nur noch die Außenwände sowie der Ostgiebel. Eine Instandsetzung der Kirche, die nicht mehr als solche genutzt werden kann, ist nicht in Aussicht.

### Kirchengemeinde
Schon in vorreformatorischer Zeit war Auglitten ein Kirchdorf. Von der Reformation bis 1945 bestand hier eine evangelische Pfarrei, die mit der Kirche in Schönwalde (russisch: Rasswet) verbunden war. Zum Sprengel Auglitten des Kirchspiels Auglitten-Schönwalde gehörten 17 Ortschaften. Es war in früherer Zeit in die Inspektion Wehlau eingegliedert, kam dann zum Kirchenkreis Friedland (Ostpr.), und danach bis 1945 zum Kirchenkreis Bartenstein  innerhalb der Kirchenprovinz Ostpreußen der Kirche der Altpreußischen Union.
Heute besteht in Progress keine Gemeinde mehr. Der Ort liegt im Einzugsbereich der beiden in den 1990er Jahren neu gegründeten Gemeinden Druschba (5 Kilometer) und Prawdinsk (8 Kilometer), die beide Filialgemeinden der Auferstehungskirche in Kaliningrad (Königsberg) sind. Sie sind der ebenfalls neu errichteten Propstei Kaliningrad der Evangelisch-Lutherischen Kirche Europäisches Russland (ELKER) zugeordnet.

### Kirchspielorte
Zum Sprengel Auglitten im Kirchspiel Auglitten-Schönwalde gehörten vor 1945 folgende 18 Ortschaften:
| Name (bis 1947/1950)   | Russischer Name | Name (bis 1947/1950)                   | Russischer Name |
| ---------------------- | --------------- | -------------------------------------- | --------------- |
| Agnesenhof             | Kurortnoje      | Herrendorf                             | Krasny Kut      |
| Althof Kr. Bartenstein | Pessotschnoje   | Hohenberg                              | --              |
| Angarben               | --              | Hohenfelde                             | Lugowoje        |
| Auglitten              | Progress        | Klein Wohnsdorf                        | --              |
| Bammeln                | --              | Kummerau                               | --              |
| Bannitten              | --              | Schönbaum                              | Berjosowo       |
| Eulenhof               | --              | Schöntritten                           | Krasnoje        |
| (Groß) Wohnsdorf       | Kurortnoje      | Wilhelmshöhe Kr. Friedland/Bartenstein | Owraschnoje     |
| Heinrichshof           | --              |                                        |                 |

### Pfarrer (bis 1945)
Von der Reformation bis zum Jahre 1945 amtierten in Auglitten und Schönwalde 23 evangelische Geistliche:
| - NN., 1528 - Johann Pauli, 1528–1533 - NN., 1542 - Jacob Eichler, bis 1569 - Paul Streit, bis 1575 - Andreas Donatus, bis 1609 - Anton Sartorius, 1610–1617 - Johann Jungius, 1617–1619 - Friedrich von Lingen, 1641 - Vitus Conradi, 1646 - Johann Friedrich Weißermel, bis 1657 - Johann Philipp Hain, 1689 | - Johann Tilesius, ab 1694 - Johann Caspar Lock, bis 1742 - Daniel Friedrich Glawe, 1743–1777 - Samuel Heinrich Keber, 1777–1792 - Friedrich David Lücking, ab 1799 - Friedrich Adolf Günther, 1845–1865 - Johann Constantin Wilhelm Wedemann, 1865–1879 - Emil Carl Wilhelm Bourwieg, 1879–1886 - August Julius Lucas, 1886–1890 - Friedrich Wilhelm Müller, 1891–1930 - Julius Matz, 1930–1945 |

### Kirchenbücher
Die Kirchenbücher des Pfarramts Auglitten-Schönwalde aus dem 17. bis 19. Jahrhundert haben den Krieg überdauert und werden im Evangelischen Zentralarchiv in Berlin-Kreuzberg verwahrt:
- Taufen: 1636 bis 1847 (mit einigen Lücken)
- Trauungen: 1695 bis 1849
- Beerdigungen: 1695 bis 1848

In der Zeit ab 1813 wurden die Kirchenbücher für Auglitten und Schönwalde getrennt geführt.